# Armand Dupuis
Pour les articles homonymes, voir Dupuis (homonymie).
Armand Dupuis est un homme politique français né aux Ageux (Oise) le 18 août 1891 et mort le 30 octobre 1993 à Paris 17e à 102 ans.

## Biographie
Fils d'un homme politique local, Charles Dupuis (conseiller général de l'Oise), Armand Dupuis s'installe à Nointel en 1919, après sa démobilisation avec la Croix du Combattant et la Médaille militaire, où il exerce la profession de négociant en grain, puis de minotier.
En 1925, il est élu conseiller d'arrondissement et maire de Nointel. En 1928, il entre au Conseil général de l'Oise. Il conservera ces deux derniers mandats jusqu'en 1945.
Candidat "indépendant" aux législatives de 1928 dans la circonscription (« arrondissement ») de Clermont, il ne parvient pas à battre le député sortant modéré Désiré Bouteille.
En 1932, il rejoint le parti radical et, sous cette étiquette, est élu Député de l'Oise, et réélu en 1936, sous l'hégide du Front populaire.
Au sein de la Chambre, il développa une activité intense sur les questions agricoles, et notamment la question du blé et de la betterave, défendant des positions agrariennes et protectionnistes, en rapport avec les attentes de son électorat.
Il participa ainsi par le biais d'un rapport parlementaire, à la mise en place de l'Office nationale professionnel du blé.
En 1940, il ne participa pas au vote qui donna les pleins pouvoirs au Maréchal Pétain.
Bien que demeuré maire de Nointel pendant l'Occupation, il ne fut pas soupçonné de collaboration et, en 1944, fut même désigné à la Haute Cour de Justice par l'assemblée consultative.
En 1945, il ne se représenta pas aux élections cantonales et prit la tête de la liste radicale, qui n'eut aucun élu, aux élections législatives.
Élu maire de Sacy-le-Petit en 1947, il développa son activité politique dans la coordination des maires du département : fondateur et secrétaire général de l'Union des maires de l'Oise en 1947, président du syndicat des communes de l'Oise en 1952 et président de l'Union des maires de l'Oise en 1963.
Parallèlement, il fonda la mutuelle des employés communaux de l'Oise, en 1959.
Professionnellement, il continua de jouer un rôle important dans l'industrie du blé, puisqu'il fut pendant dix ans, à partir de 1947, président du syndicat national de la moyenne meunerie.

## Sources
- « Armand Dupuis », dans le Dictionnaire des parlementaires français (1889-1940), sous la direction de Jean Jolly, PUF, 1960 [détail de l’édition]